# Palazzo Ferrajoli

Vista da Piazza Colonna a partir do Palazzo Wedekind: no centro, a Coluna de Marco Aurélio; à direita, o Palazzo Ferrajoli e à esquerda, a Galeria Alberto Sordi.

Palazzo Ferrajoli, conhecido também como Palazzo del Bufalo Niccolini, é um palácio localizado na Piazza Colonna, no rione Colonna de Roma. Seu nome é uma referência aos seus proprietários do século XIX para diferenciá-lo do Palazzo del Bufalo alle Fratte.

## História
O palácio ocupa quase todo o lado sul da praça, vizinho anexo da igreja de Santi Bartolomeo e Alessandro dei Bergamaschi. Sua construção foi encomendada pelas famílias romanas Del Bufalo e Cancellieri em suas próprias terras; a praça na época era conhecida como Piazza dei Bufali. A primeira restauração documentada ocorreu em 1548, provavelmente por obra do arquiteto Giacomo Della Porta; entre 1628 e 1632, Francesco Paparelli conferiu ao palácio seu aspecto mais moderno, mas com um portal diferente do atual e com apenas duas janelas de frente para a praça. Giovanni Antonio De Rossi completou a obra em 1642.

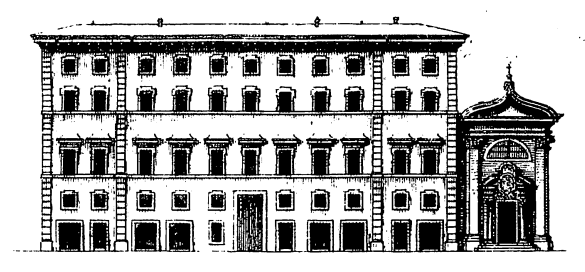
Desenho de Giovanni Battista Cipriani. Ao lado a igreja de Santi Bartolomeo e Alessandro dei Bergamaschi.

Depois de um matrimônio, o palácio passou aos marqueses Niccolini de Pistoia em 1728. Durante a ocupação francesa, mudou-se para o palácio o cardeal Joseph Fesch, embaixador francês em Roma e meio-irmão de Maria Letizia Ramolino e, portanto, tio de Napoleão Bonaparte. No século XIX, o palácio passou para a família dos marqueses Ferrajoli. 
Antes de 1849, o piso térreo do palácio abrigava um famoso café, célebre por ser o local de encontro dos liberais (anti-monarquistas). No final do século XIX e início do século XX, ficava ali o Caffè Ronzi & Singer, ponto de encontro de políticos e diplomatas. Apesar da fama, o café fechou em 1978. O palácio hoje é utilizado para cerimônias diversas e também abriga escritórios de representação das regiões da Friuli-Venezia Giulia e Valle d'Aosta.

## Arquitetura

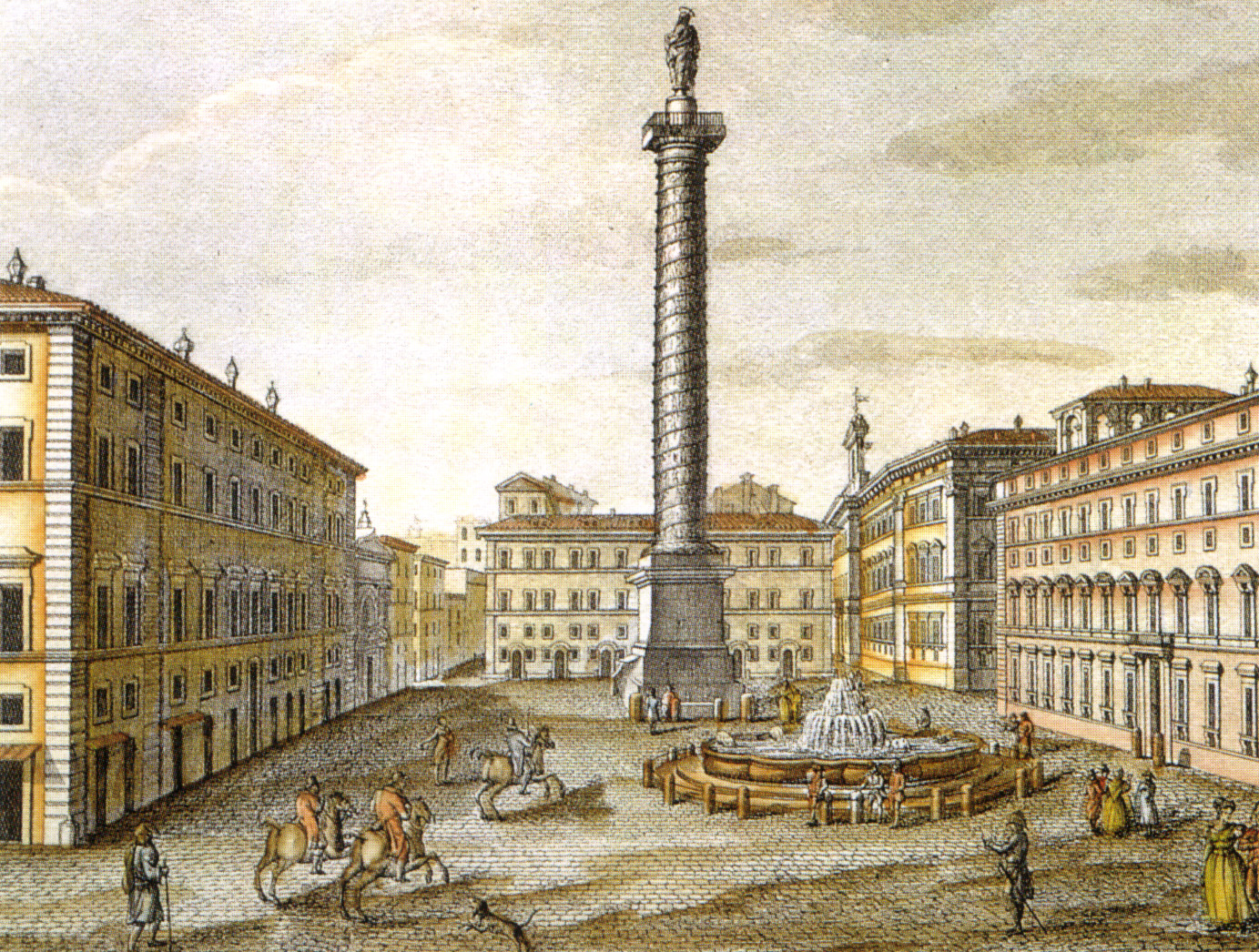
Gravura da Piazza Colonna a partir da Galleria Alberto Sordi: à esquerda, o Palazzo Ferrajoli, no centro, o Palazzo Wedekind e à esquerda, o Palazzo Chigi.

A fachada do palácio pode ser dividida em três partes por faixas rusticadas, colocadas também nas extremidades. No mezzanino estão dez janelas quadradas com cornijas e no piso nobre, outras onze posicionadas acima de uma cornija em cinta, das quais uma delas com um pequeno balcão. Uma segunda cornija em cita separa as janelas do segundo andar e as do último piso são quadradas. O beiral é encimado por uma torre com o brasão da família Ferrajoli. Na lateral na Via del Corso há também um mezzanino. A fachada é composta também por alguns pequenos balcões e um balcão angular de 1872. No interior, uma fonte decora um pátio de entrada, na qual estão um brasão da família Ferrajoli e uma estátua da deusa romana Ceres, com um pequeno belvedere com arcos à toda volta. Acima da fonte está inscrito "Aedium utilitati et ornamento" ("Para utilização e decoração").
Este palácio é dono de uma das mais bem posicionadas lógias de Roma, no alto do telhado.